# Bogoštica
Bogoštica (izvirno srbsko Богоштица) je naselje v Srbiji, ki upravno spada pod Občino Krupanj; slednja pa je del Mačvanskega upravnega okraja.

## Demografija
V naselju, katerega izvirno (srbsko-cirilično) ime je Богоштица, živi 204 polnoletnih prebivalcev, pri čemer je njihova povprečna starost 37,8 let (33,9 pri moških in 42,6 pri ženskah). Naselje ima 73 gospodinjstev, pri čemer je povprečno število članov na gospodinjstvo 3,68.
To naselje je popolnoma srbsko (glede na rezultate popisa iz leta 2002), a v času zadnjih treh popisov je opazno zmanjšanje števila prebivalcev.
|  |

| Demografija | Demografija     | Demografija     |
| Leto        | Št. prebivalcev | Št. prebivalcev |
| ----------- | --------------- | --------------- |
|             |                 |                 |
|             |                 |                 |
|             |                 |                 |
|             |                 |                 |
| 1948        | 490             |                 |
| 1953        | 551             |                 |
| 1961        | 513             |                 |
| 1971        | 442             |                 |
| 1981        | 356             |                 |
| 1991        | 327             | 305             |
| 2002        | 285             | 269             |
|             |                 |                 |

| Etnična sestava po popisu iz leta 2002 | Etnična sestava po popisu iz leta 2002 | Etnična sestava po popisu iz leta 2002 | Etnična sestava po popisu iz leta 2002 | Etnična sestava po popisu iz leta 2002 |
| -------------------------------------- | -------------------------------------- | -------------------------------------- | -------------------------------------- | -------------------------------------- |
| Srbi                                   | Srbi                                   |                                        | 269                                    | 100,0%                                 |
| Neznano                                | Neznano                                |                                        | 0                                      | 0,0%                                   |